# Haren (westfälisches Adelsgeschlecht)

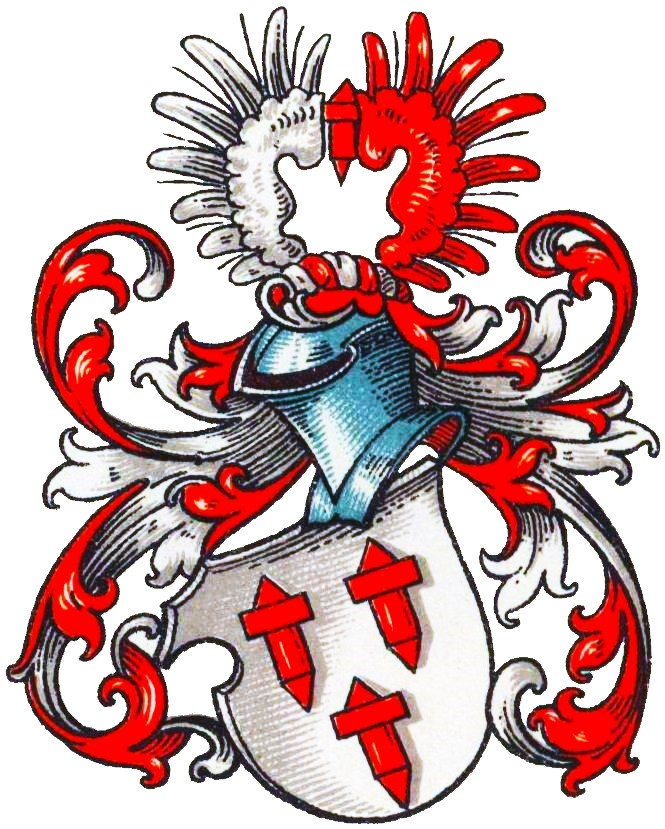
Wappen derer von Haren im Wappenbuch des Westfälischen Adels

Haren ist der Name eines erloschenen westfälischen Adelsgeschlechts.
Die Familie ist von dem westfälisch-baltischen Adelsgeschlecht Haaren und dem limburgischen Adelsgeschlecht Haren zu unterscheiden.

## Geschichte
Der älteste bekannte Träger des Namens von Haren ist der um 1040 geborene Raban von Haren (auch „von Haaran“ geschrieben) aus dem Gelderland. Abkömmlinge Rabans übten über mehrere Generationen das Amt des Kämmerers der Abtei Herford aus.
Nach 1173 bekam die Familie von Haren die Burg Haren von dem Grafen Simion von Tecklenburg zu Lehen, dem sie zuvor von Bischof Hermann II. von Münster geschenkt worden war. Der Chronik der Stadt Haren zufolge nutzten die Ritter von Haren die Burg Haren als Schlupfwinkel für ihre Raubzüge gegen die emsländischen Güter des Bischofs. Reinhard Bojer hingegen bewertet die Familie von Haren als treue Lehnsmänner der Grafen von Tecklenburg und bewertet die Behauptung der Anhänger des Bischofs im Mittelalter, die Burg Haren sei ein „Räubernest“, als „Vorwand“. Vielmehr seien die Ritter von Haren „gute Beschützer der Emsschiffer“ gewesen.
Mit der Fertigstellung der Landegger Burg wurde die Burg Haren militärisch und politisch bedeutungslos. 1304 verkaufte Nikolaus von Haren dem Bischof von Münster die Burg. Sein gleichnamiger Neffe gab 1340 alle Güter der Familie im Emsland auf.
Ihren Sitz verlegte die Familie zunächst in den Raum Osnabrück. Im 14. und 15. Jahrhundert war das Geschlecht von Haren Besitzer der Burg Hünnefeld. Es erwarb das Burglehn vor Grönenberg, später Gut Rabingen genannt, bei Laer (heute Stadt Melle). Mit den Laerschen Gütern wurde Herbord von Haren 1579 belehnt. 1584 belehnte Heinrich von Sachsen-Lauenburg, Fürstbischof von Osnabrück und Paderborn, Herbord von Haren mit dem Gut Heitmann der Bauerschaft Laer.

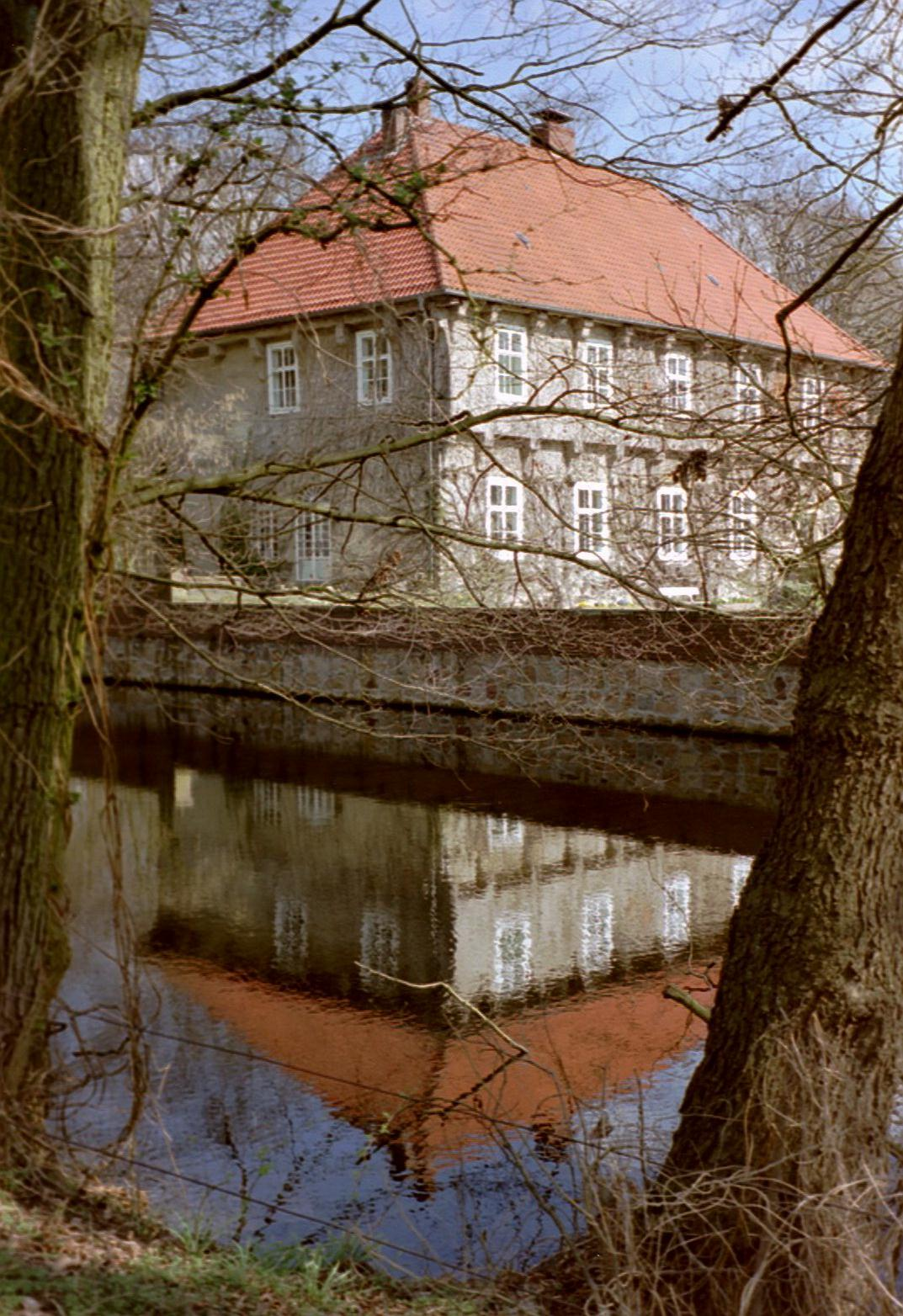
Wasserburg Hopen in Lohne (Oldenburg)

Von 1591 bis 1793 war die Burg Hopen in Lohne (Oldenburg) ein weiterer Stammsitz des Geschlechts von Haren, welches sich damals von Haren zu Laer und Hopen nannte. Der letzte männliche Vertreter der Linie zu Hopen war Clemens August von Haren (gestorben 1792). Das Wappen der Familie von Haren (drei rote Spindeln auf weißem Hintergrund), das bereits Raban alias Rolf von Haren (etwa 1210 bis nach 1277) trug, der mit der Burg Haren belehnt wurde, ist heute noch oberhalb des Eingangs in die Burg Hopen zu erkennen.

## Namen
Die Herkunft des Namens „von Haren“ ist ungeklärt. Sowohl den Ort „Haren (Ems)“ als auch den Namen des Geschlechts gab es bereits, als sich die Familie von Haren in Haren niederließ. Ebenso hieß die Bauerschaft, in der Gut Kuhof (Gemeinde Ostercappeln) liegt, nachweislich bereits seit 1068 „Haren“ (heute: „Haaren“), also lange bevor der 1402 verstorbene Rabodo von Haren auf Gut Kuhof einheiratete.

## Wappen

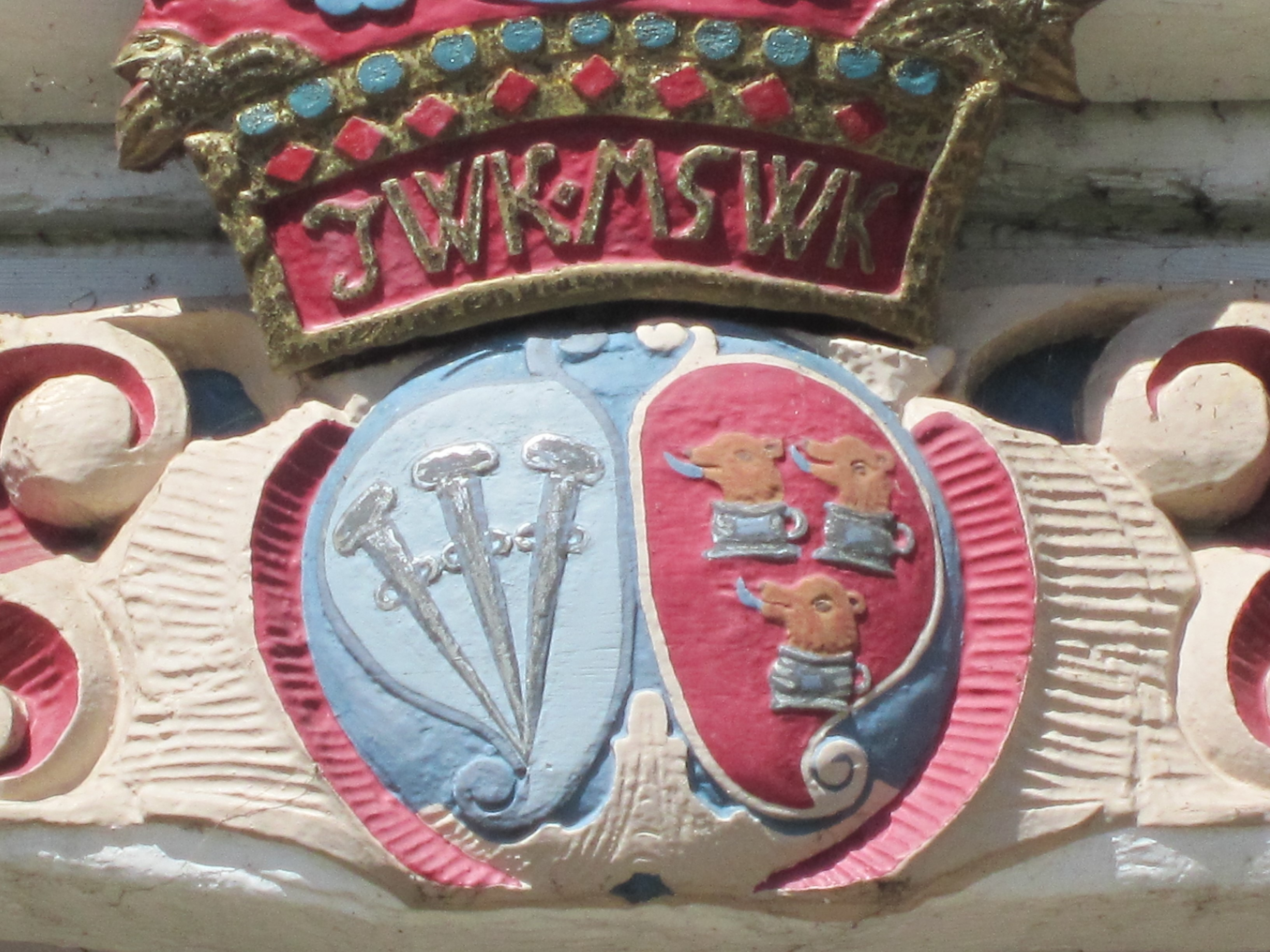
Drei Spindeln über dem Portal des Rathauses Jork

Das Wappen zeigt in Silber drei (2:1) rote Spindeln. Auf dem Helm mit rot-silbernen Decken eine rote Spindel zwischen einem rechts silbernen und links roten offenen Flug.
Drei „Dengeleisen“ (Bezeichnung der Gemeinde Jork für die Spindeln) zieren auch das Wappen am Gräfenhof in Jork, dem heutigen Rathaus der Gemeinde. Dieses Gebäude ist 1649 bis 1651 von Matthäus von Haren errichtet worden. Das Schloss Crollage führt noch heute das Wappen der Familie von Haren, wenn auch in Farbumkehrung (weiße Spindeln auf rotem Hintergrund), da ein Bertold von Haren der erste urkundlich erwähnte Besitzer von Gut Crollage war.
Ein Abkömmling dieser Linie war auch Nikolaus Haarren (auch genannt Niclas oder Niklas von Harn, von Haaren; * 27. September 1693 in Bremen, † 10. Okt. 1753 in Regensburg). 1751 wurde er als schwedischer Adeliger in Schweden naturalisiert. Er war von 1720 bis zu seinem Tod als schwedischer Gesandter am Reichstag in Regensburg tätig mit dem Wohnort in der Straße Am Römling, und mit dem Titel: „Ihro Königlicher Majestät von Schweden Cantzleyrath und Comitalgesandter“.

Begraben wurde der Gesandte Haren auf dem Kirchhof hinter der Dreieinigkeitskirche auf dem dortigen Gesandtenfriedhof. Aus der erhaltenen Abschrift der Inschrift der Grabplatte geht hervor, dass er Erbherr war von Jorkmelau und Tunedrick, Twielenfleth war, Orten im Alten Land bei Stade, die seit 1648 im Besitz der Familie waren. Die Grabplatte, nach alten Plänen direkt am Westeingang zum Gesandtenfriedhof gelegen, ist seit längerer Zeit nicht mehr sichtbar, weil sie abgesunken und verschüttet ist. Auch diese Grabplatte soll im Zuge der im März 2023 begonnenen Sanierungsmaßnahmen des Gesandtenfriedhofs wenn möglich wieder freigelegt werden. Die Inschrift der Grabplatte wurde bereits 1758 dokumentiert und lautet: „Hier ruhet in Gott seelig Der Hoch wohl geborene Frey Herr, Herr Niclas von Harn, Erbherr auf Yorkmelau u. Tunedrik, […] Königl. Majest: in Schweden gewester Regierungs Rath und Gesandter, geb: den 27 Stbr 1693 / gest: den 10 Stbr 1753. Seine Verdienste und allgemein erworbene Lieb machen seinen Ruhm unvergeßlich.“ Laut Begräbnisverzeichnisverzeichnis war Nikolaus von Haaren auch Erbherr in Jork, Melau und Tunedrik. Diese Orte waren seit 1648 im Besitz der Familie.